# Пантелеймон Ерхан
Пантелеймон Васильович Ерхан (рум. Pantelimon Erhan, 1884, Тенетарь, Бессарабська губернія, Російська імперія (нині Каушенський район, Молдова) — 1971, Бухарест, Соціалістична Республіка Румунія) — молдовський політик, в 1917 році обраний депутатом Установчих зборів МДР. Глава першого уряду Молдовської демократичної республіки, після її входження в Румунію — громадянин Румунії.